# Gertrud Hanna
Maria Helene Gertrud Hanna (* 22. Juni 1876 in Berlin; † 26. Februar 1944 ebenda) war eine deutsche Gewerkschafterin und sozialdemokratische Politikerin. Sie war Expertin für die Frauenarbeit.

## Leben

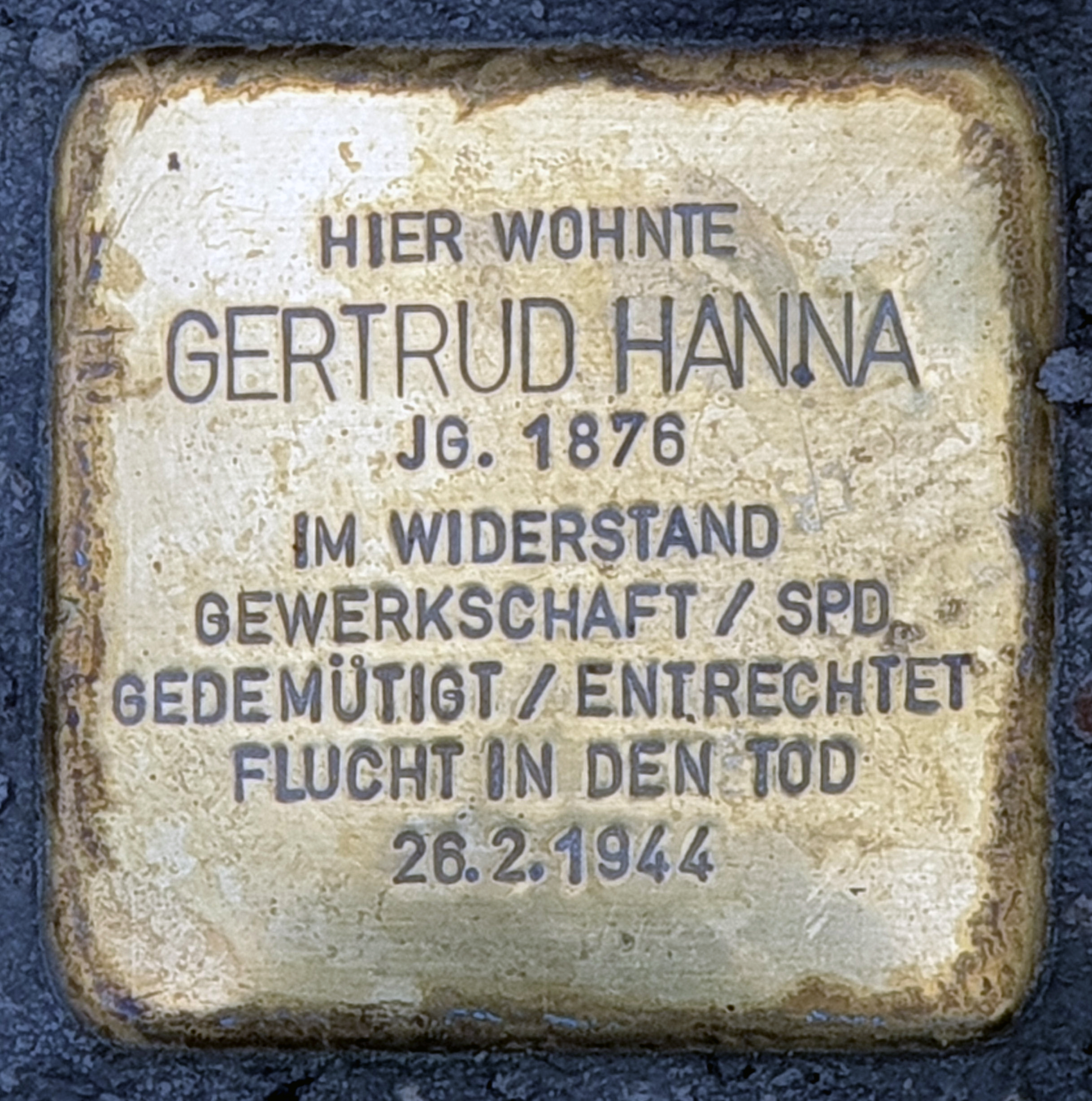
Stolperstein am Haus, Lüdenscheider Weg 6c, in Berlin-Haselhorst

Hanna war Buchdruckereihilfsarbeiterin. Als solche kam sie bereits Mitte der 1890er Jahre in Kontakt mit der freigewerkschaftlichen Gewerkschaftsbewegung. Ab 1897 war sie Mitglied im Vorstand der Buchdruckereigewerkschaft. Ab 1907 war sie hauptamtliche Gewerkschaftsangestellte. Zwischen 1915 und 1933 war sie Chefredakteurin der Zeitschrift „Gewerkschaftliche Frauenarbeit“. Von 1909 bis zum Ende der Weimarer Republik gehörte sie der Generalkommission der Gewerkschaften beziehungsweise dem Bundesvorstand des ADGB an. Dort blieb sie die einzige Frau. Sie war Leiterin des Frauensekretariats. Sie setzte sich insbesondere für die Anerkennung der Frauen durch die männlichen Mitglieder ein. Sonderveranstaltungen für Frauen sah sie nur als ersten Schritt der organisatorischen Integration an, Frauen müssten Gelegenheit zur völligen Teilhabe an der Gewerkschaftsarbeit haben.
Im Jahr 1908 hatte sich Hanna auch der SPD angeschlossen. Sie engagierte sich auch dort für die Frauenpolitik. Im Ersten Weltkrieg arbeitete sie auch für den Nationalen Frauendienst in Berlin unter Führung von Marie-Elisabeth Lüders. Ihre Tätigkeit als Hauptschriftleiterin der während des Kriegs gegründeten Gewerkschaftlichen Frauenzeitung fand unter anderem die Anerkennung von Friedrich Ebert, der ihr auf der ersten Frauenkonferenz nach Kriegsende das Referat Frauenarbeit und Frauenschutz übertrug.
Zwischen 1919 und 1921 gehörte Hanna der verfassungsgebenden preußischen Landesversammlung und danach bis 1933 dem preußischen Landtag an. Außerdem gehörte sie dem Hauptausschuss der Arbeiterwohlfahrt an.
Im preußischen Parlament setzte sie sich insbesondere für den Mutterschutz und für den Frauenarbeitsschutz ein. Vor der Reichstagswahl vom 31. Juli 1932 veröffentlichte sie einen antinationalsozialistischen Aufruf und forderte die Frauen auf, der Eisernen Front beizutreten. Nach dem Beginn der nationalsozialistischen Herrschaft verübte eine ihrer Schwestern aus Verzweiflung Selbstmord. Mit der anderen Schwester lebte Hanna ständig von der Gestapo überwacht zurückgezogen. Beide Frauen brachten sich mit Flickarbeiten durch. Zermürbt von der Belastung wählten die Schwestern schließlich den gemeinsamen Freitod.
Am 8. Oktober 2021 wurde vor ihrem ehemaligen Wohnort, Berlin-Haselhorst, Lüdenscheider Weg 6, ein Stolperstein für sie und ihre Schwester Emma Antonie verlegt.

## Werke
- Die Bedeutung des Frauenwahlrechts für die Arbeiterinnen. In: Frauenwahlrecht! Hrsg. zum Ersten Sozialdemokratischen Frauentag von Clara Zetkin. 19. März 1911, S. 5–6. (Digitalisat und Volltext im Deutschen Textarchiv)